# 康納·斯溫德爾
康納·萊恩·斯溫德爾（1996年9月19日—）是一名英國男演員和模特兒。他因在Netflix喜劇影集《性愛自修室》（2019年—至今）中飾演亞當·格羅夫一角而嶄露頭角。此後，他出演BBC One歷史劇《叛逆奇兵》（2022年—至今）。

## 早年生活
斯溫德爾出生於東薩塞克斯郡劉易斯，父母是伊恩（Ian）和菲比（Phoebe），他是四個兒子中最小的一個。他的母親是羅姆人。斯溫德爾七歲時，母親因大腸癌去世，他說自己至今仍在面對這件事。
母親去世後，他和父親搬到西奇爾廷頓與祖父母住在一起，直到搬到西薩塞克斯郡霍舍姆區的比林斯赫斯特。斯溫德爾曾就讀於雷頓社區學院和斯泰寧語法學校，並在17歲時輟學。

## 職業生涯
斯溫德爾開始演戲是因為他看到了當地一齣戲的試鏡海報，他的朋友讓他去試鏡，結果他得到主角的位置。之後，他又出演了兩部當地戲劇，並在第三部戲劇結束時與經紀人簽約。
2017年，斯溫德爾首次在電視亮相，在Hulu年代劇《名姝》的劇集中客串飾演莫斯廷，並在Sky One歷史劇《詹姆士鎮》的劇集中客串飾演弗萊徹。
2017年3月，斯溫德爾在克里斯多福·尼霍爾姆（Kristoffer Nyholm）執導、傑拉德·巴特勒和彼得·穆蘭主演的蘇格蘭心理驚悚片《罪惡島》中取代喬·歐文飾演唐納德。該片在2018年錫切斯電影節上放映，之後於2019年1月4日在影院上映。斯溫德爾還在2018年的劇情片《VS》中飾演亞當。
2019年，斯溫德爾開始與舒提·加特瓦、艾瑪·麥基、阿薩·巴特菲爾德和吉蓮·安德森共同主演Netflix喜劇影集《性愛自修室》，飾演校長的兒子亞當·格羅夫。
斯溫德爾出演了電影《艾瑪.》（2020年）和《野蠻人》（2021年），並在2021年由蘇蘭·瓊斯領銜主演的BBC One犯罪劇《守夜號》中飾演西蒙·哈德羅。次年，他開始在同樣在BBC One播出的二戰劇集《叛逆奇兵》中飾演男主角大衛·史丹林。
斯溫德爾出演了葛莉塔·葛薇執導的，與《性愛自修室》的合作演員舒提·加特瓦和艾瑪·麥基再度合作。他還即將出演Netflix電影《Scoop》。

## 個人生活
斯溫德爾與女演員安柏·安德森是戀人關係，後者也曾出演過電影《艾瑪.》。

## 影視作品

### 電影
| 年份 | 標題                  | 角色            | 備註 |
| ---- | --------------------- | --------------- | ---- |
| 2018 | 《VS.》               | Adam            |      |
| 2019 | 《罪惡島》            | Donald McArthur |      |
| 2020 | 《艾瑪.》             | 勞勃·馬丁       |      |
| 2021 | 《野蠻人》            | Dan             |      |
| 2023 | 《》                  | 亞倫·丁金斯     |      |
| 2024 | 《Scoop》             | Jae Donnelly    |      |
| 2024 | 《William Tell》      |                 |      |
| 2024 | 《Jingle Bell Heist》 | Nick            |      |

### 電視
| 年份      | 標題           | 角色                    | 備註             |
| --------- | -------------- | ----------------------- | ---------------- |
| 2017      | 《名姝》       | Mostyn                  | 集數：「#1.3集」 |
| 2017      | 《詹姆士鎮》   | Fletcher                | 集數：「#1.5」   |
| 2019—2023 | 《性愛自修室》 | 亞當·格羅夫             | 主要角色；24集   |
| 2021      | 《守夜號》     | Lieutenant Simon Hadlow |                  |
| 2022—至今 | 《叛逆奇兵》   | 大衛·史丹林             | 主要角色         |
| 2024      | 《笑盜江湖》   | Tommy Silversides       |                  |
| TBA       | 《Lockerbie》  |                         |                  |

## 獲獎和提名
| 年份 | 獎項           | 分類                        | 作品           | 結果 | 來源   |
| ---- | -------------- | --------------------------- | -------------- | ---- | ------ |
| 2019 | MTV影視大獎    | 最佳接吻獎（與舒提·加特瓦） | 《性愛自修室》 | 提名 | [ 13 ] |
| 2023 | 廣播媒體協會獎 | 最佳男主角                  | 《叛逆奇兵》   | 待定 |        |

## 外部連結
- 康納·斯溫德爾在互联网电影资料库（IMDb）上的資料（英文）
- Connor Swindells （页面存档备份，存于） on Hamilton Hodell's website